# 讷尔默达河
讷尔默达河（天城文：नर्मदा）也作讷巴达河，为印度中部的一条河流，是北印度和南印度的传统分界线。发源于中央邦阿默尔根德格附近，向西流经古吉拉特邦，最后注入阿拉伯海的坎贝湾。全长1312公里，是印度半岛上最长的由东向西流的河流。流域狭长，上游贾巴尔普尔以上属于德干高原，贾巴尔普尔以下为宽广的平原，再向下游为丘陵山地，河口一带为冲积平原。富水力资源。 